# Leerlaufregler
Ein Leerlaufregler (zu meist als Leerlaufregelventil (LLRV)) ist eine Einrichtung einer Verbrennungskraftmaschine, die eine untere Drehzahl, den Leerlauf, konstant hält. Der Leerlaufregler arbeitet entweder mechanisch, etwa über Fliehkraftgewichte, die über ein Gestänge die Drehzahl über ein Stellglied nachführt, wie es bei älteren Dieselmotoren üblich war, oder, wie heute üblich, auf elektronische Weise per Kurbelwellensensor, der die Drehzahl an ein Steuergerät meldet, und einem elektrischen Stellglied, das die Leerlaufdrehzahl nachregelt. Das LLRV stellt je nach Einspritzsystem die Drosselklappe für die optimale Luftmenge für den Leerlaufbetrieb des Verbrennermotores, welche wiederum über den Luftmassenmesser (LMM) erfasst wird. 
Leerlaufregler sind heute sowohl bei Diesel- als auch bei Ottomotoren üblich. Grund ist die im Leerlauf stark schwankende Leistungsanforderung durch Verbraucher, etwa durch Klimaanlagen oder elektrische Heizungen.
Eine obere Beschränkung der Drehzahl gewährleistet der Drehzahlbegrenzer.